# Закшув (Тарновський повіт)
Закшув (пол. Zakrzów) — село в Польщі, у гміні Войнич Тарновського повіту Малопольського воєводства.
Населення — 459 осіб (2011).
У 1975-1998 роках село належало до Тарновського воєводства.

## Демографія
Демографічна структура станом на 31 березня 2011 року:
|          | Загалом | Допрацездатний вік | Працездатний вік | Постпрацездатний вік |
| -------- | ------- | ------------------ | ---------------- | -------------------- |
| Чоловіки | 236     | 61                 | 147              | 28                   |
| Жінки    | 223     | 41                 | 137              | 45                   |
| Разом    | 459     | 102                | 284              | 73                   |